# Arrondissement d'Aix-la-Chapelle
Pour l'arrondissement à l’époque de l'Empire, voir Arrondissement d'Aix-la-Chapelle (Roer).
L'arrondissement d'Aix-la-Chapelle, en allemand Kreis Aachen, était une division administrative allemande, située dans le land Rhénanie-du-Nord-Westphalie.

## Situation géographique
L'arrondissement d'Aix-la-Chapelle (Kreis Aachen) est situé à l'extrême ouest du Land de Rhénanie-du-Nord-Westphalie au district (Regierungsbezirk) de Cologne et entoure la ville d'Aix-la-Chapelle - qui est son chef-lieu mais n'en fait pas partie - au nord, est et sud. Il a encore des limites aux arrondissements de Heinsberg, Düren et Euskirchen ainsi qu'à la province néerlandaise de Limbourg et la province belge de Liège.

## Histoire
Il fut créé le 1er janvier 1972 par loi du 14 décembre 1971 par fusion des anciens arrondissements d'Aix-la-Chapelle et de Montjoie. Il est dissous le 21 octobre 2009, date de l'entrée en vigueur de la loi portant création de la région urbaine d'Aix-la-Chapelle (Gesetz zur Bildung der Städteregion Aachen) du 26 février 2008 et fusionne par conséquent avec la ville-arrondissement d'Aix-la-Chapelle pour former la Städteregion Aachen.

## Communes
L'arrondissement comprend 9 communes, dont 7 villes :
| Communes                          | Population du 30 juin 2005 |
| --------------------------------- | -------------------------- |
| Alsdorf, ville                    | 46 508                     |
| Baesweiler, ville                 | 28 014                     |
| Eschweiler, ville                 | 55 670                     |
| Rode-le-Duc (Herzogenrath), ville | 47 211                     |
| Montjoie (Monschau), ville        | 12 995                     |
| Roetgen                           | 8 186                      |
| Simmerath                         | 15 686                     |
| Stolberg, ville                   | 58 632                     |
| Würselen, ville                   | 37 031                     |

## Politique

### Élections du préfet (Landrat)
|       | Scrutin du 12 septembre 1999 | Scrutin du 12 septembre 1999 | Scrutin du 12 septembre 1999 | Scrutin du 26 septembre 2004 | Scrutin du 26 septembre 2004 | Scrutin du 26 septembre 2004 |
| Parti | Candidat                     | Votes                        | %                            | Candidat                     | Votes                        | %                            |
| ----- | ---------------------------- | ---------------------------- | ---------------------------- | ---------------------------- | ---------------------------- | ---------------------------- |
| CDU   | Carl Meulenbergh             | 75 215                       | 55,5 %                       | Carl Meulenbergh             | 67 276                       | 50,2 %                       |
| SPD   | Walter-Josef Meyer           | 51 414                       | 37,9 %                       | Josef Stiel                  | 43 256                       | 32,3 %                       |
| Grüne | Klaus Müller                 | 5 441                        | 4,0 %                        | Aggi Majewski                | 8 417                        | 6,3 %                        |
| UWG   |                              |                              |                              | Dr Renate Ortmanns-Lilge     | 8 070                        | 6,0 %                        |
| FDP   | Franz-Joseph Zwingmann       | 3 470                        | 2,6 %                        | Franz-Joseph Zwingmann       | 6 903                        | 5,2 %                        |

### Élections du conseil (Kreistag)

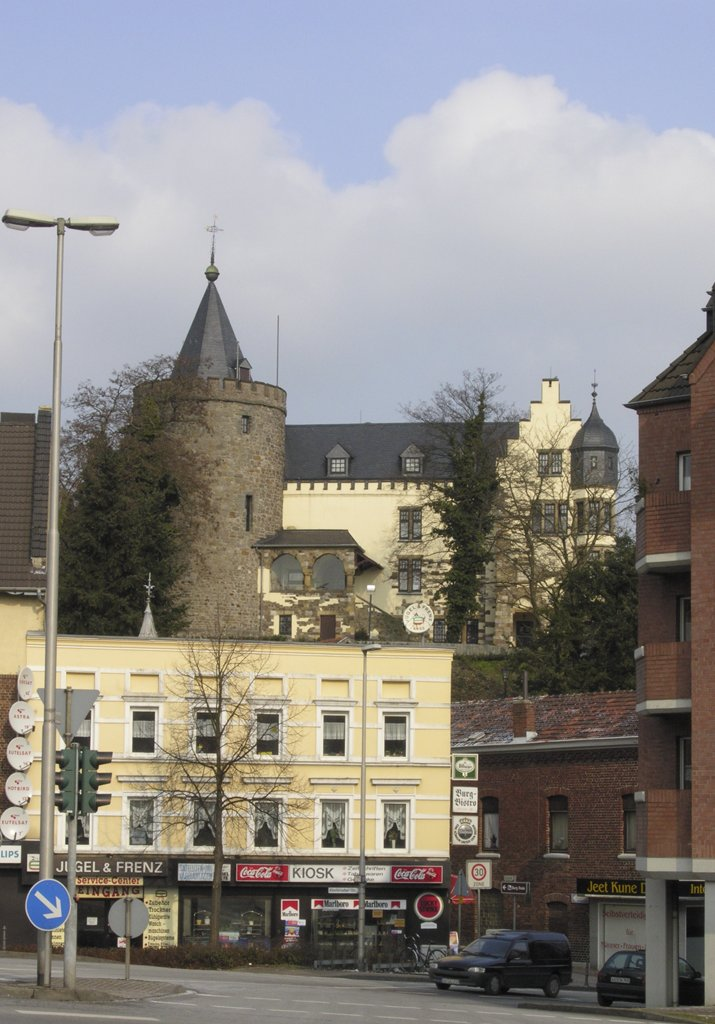
Château de Rode à Rode-le-Duc.

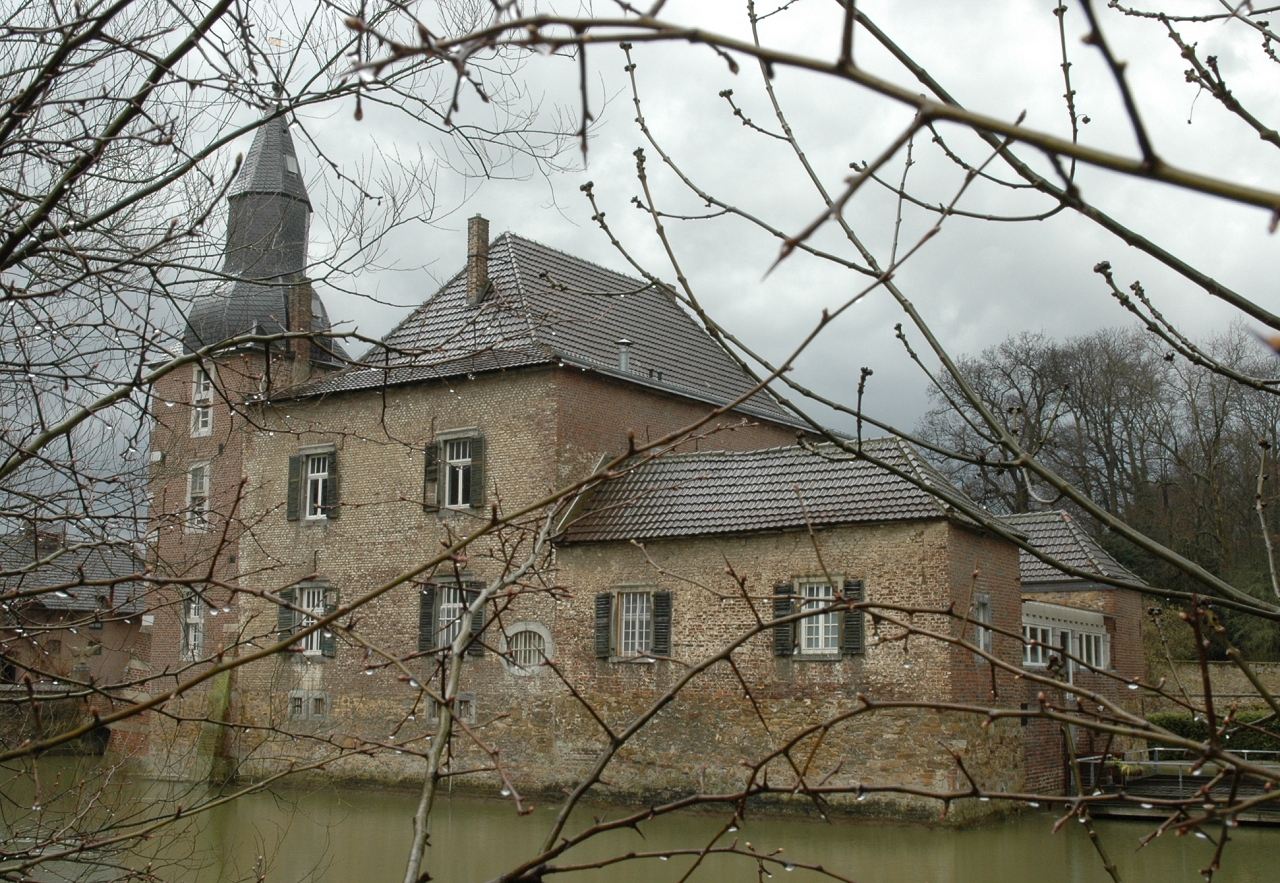
Château de Kambach

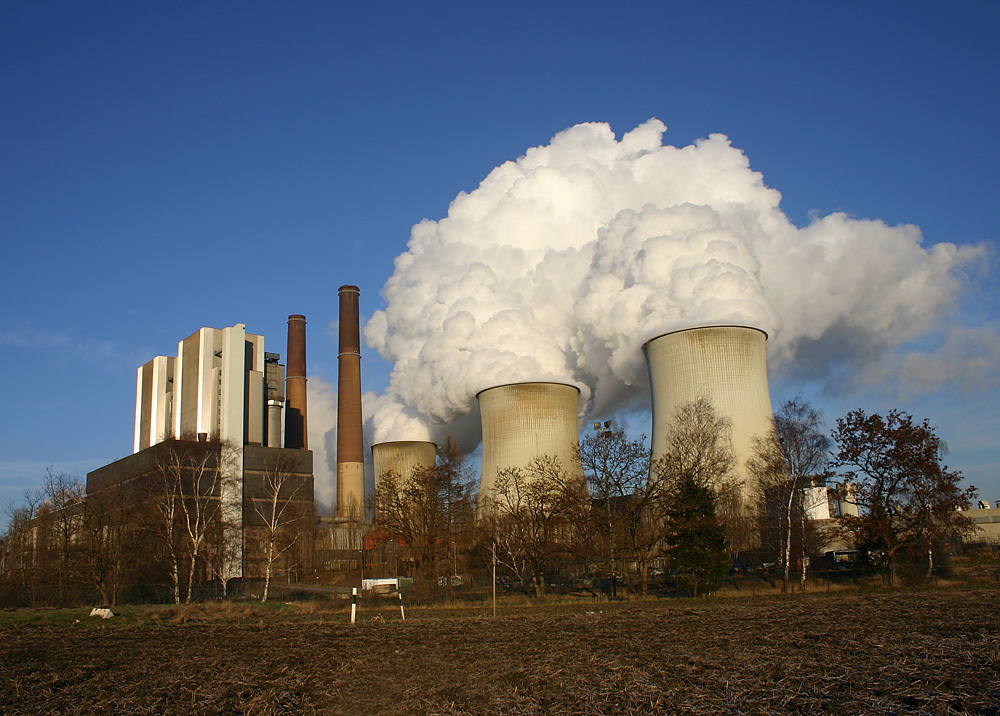
Centrale électrique "Weisweiler"

|       | Scrutin du 12 septembre 1999 | Scrutin du 12 septembre 1999 | Scrutin du 12 septembre 1999 | Scrutin du 26 septembre 2004 | Scrutin du 26 septembre 2004 | Scrutin du 26 septembre 2004 |
| Parti | Votes                        | %                            | Sièges                       | Votes                        | %                            | Sièges                       |
| ----- | ---------------------------- | ---------------------------- | ---------------------------- | ---------------------------- | ---------------------------- | ---------------------------- |
| CDU   | 52,5                         |                              | 29                           | 58 797                       | 43,9 %                       | 25                           |
| SPD   | 36,8                         |                              | 21                           | 43 562                       | 32,5 %                       | 18                           |
| Grüne | 5,3                          |                              | 3                            | 10 970                       | 8,2 %                        | 5                            |
| FDP   |                              |                              |                              | 8 475                        | 6,3 %                        | 3                            |
| UWG   |                              |                              |                              | 7 665                        | 5,7 %                        | 3                            |
| REP   | 0,6                          |                              | -                            | 4 407                        | 3,3 %                        | 2                            |
| PDS   | 1,7                          |                              | 1                            |                              |                              |                              |

## Juridiction
Juridiction ordinaire:
- Cour d'appel (Oberlandesgericht) de Cologne
  - Tribunal régional (Landgericht) d'Aix-la-Chapelle
    - Tribunal cantonal (Amtsgericht) d'Aix-la-Chapelle: Alsdorf, Baesweiler, Herzogenrath, Roetgen, Würselen
    - Tribunal cantonal d'Eschweiler : Eschweiler, Stolberg (Rhld.)
    - Tribunal cantonal de Montjoie: Montjoie, Simmerath

Juridictions spéciales:
- Tribunal supérieur du travail (Landesarbeitsgericht) de Cologne
  - Tribunal du travail (Arbeitsgericht) d'Aix-la-Chapelle
- Tribunal administratif (Verwaltungsgericht) d'Aix-la-Chapelle
- Tribunal des affaires de Sécurité sociale (Sozialgericht) d'Aix-la-Chapelle